# Purple (EP)
Purple es el quinto EP del grupo surcoreano Mamamoo. El EP fue publicado el 22 de junio de 2017 por Rainbow Bridge World y distribuido por CJ E&M Music. Contiene cinco canciones e incluye el sencillo «Yes I Am».

## Lista de canciones
| N.º | Título                           | Letras                              | Música                    | Duración |  |
| 1.  | «Yes I Am» (나로 말할 것 같으면) | Kim Do-hoon, Solar, Moonbyul, Hwasa | Kim Do-hoon               | 3:31     |  |
| 2.  | «Finally»                        | Cosmic Sound, Cosmic Girl, Moonbyul | Cosmic Sound, Cosmic Girl | 3:08     |  |
| 3.  | «Love & Hate» (구차해)           | Moonbyul, Park Woo-sang             | Park Woo-sang             | 3:13     |  |
| 4.  | «Aze Gag» (아재개그)             | Kim Do-hoon, Solar, Moonbyul, Hwasa | Kim Do-hoon, Solar, Hwasa | 3:31     |  |
| 5.  | «Da Ra Da» (다라다)              | B.O.                                | 파이어뱃, B.O.            | 3:57     |  |